# Alegeri legislative în Grecia, 1974
Primele alegeri de după 1964 și după sfârșitul „Juntei” militare grecești din 1967–1974 au avut loc în Grecia pe data de 17 noiembrie 1974, în timpul „metapolitefsi”.
Câștigătorul a fost Konstantinos Karamanlis și partidul său conservator nou format, ND (Noua Democrație, greacă Νέα Δημοκρατία), cu 2.669.133 de voturi, adică 54,37%. Karamanlis formase deja un guvern de unitate națională chiar după căderea dictaturii. Al doilea partid majoritar a fost cel central, Uniunea de Centru – Noile Forțe (greacă Ένωσις Κέντρου-Νέες Δυνάμεις), cu 1.002.559 de voturi, adică 20.42 %. A treia putere în Parlament a devenit noul format PASOK (greacă Πανελλήνιο Σοσιαλιστικό Κίνημα), un partid radical socialist condus de Andreas Papandreou, fiul fostului prim-ministru Georgios Papandreou. (666,413 de voturi, 13,58 %)

## După alegeri
Prioritățile guvernului lui Karamanlis au fost:
- Adoptarea unei noi Constituții
- Abolirea Monarhiei după un referendum liber
- Prezentarea unei noi cereri pentru aderarea Greciei la Uniunea Europeană.

În 1975, Konstantinos Tsatsos, un prieten apropiat de-al lui Karamanlis, a fost ales Președintele Republicii de către Parlamentul Grecesc.